# Zolpidem
Zolpidem ist ein Arzneistoff, der in Schlafmitteln bzw. Einschlafmitteln eingesetzt wird. Der Stoff ist strukturell ein Imidazopyridin-Abkömmling mit einem den Benzodiazepinen ähnlichem Wirkspektrum und zählt neben Zopiclon und Zaleplon zu den Z-Drugs. Zolpidem hat üblicherweise eine sehr kurze Halbwertszeit (2–3 Stunden) und keine pharmakologisch wirksamen Metaboliten. In vereinzelten Fällen werden jedoch auch bei weitem höhere Halbwertszeiten beobachtet (bis 10 Stunden). Es ist momentan das in den USA und in Europa meistverordnete Schlafmittel. Zolpidem wird vom Körper schnell und leicht aufgenommen, der maximale Plasmaspiegel wird nach etwa zwei Stunden erreicht. Vor allem wegen der Gefahr der Suchtentwicklung wird die Verordnung von Medikamenten, die Zolpidem enthalten, beispielsweise in Deutschland rechtlich eingeschränkt.

## Pharmakologie
Zolpidem wirkt als positiver allosterischer Modulator an GABAA-Rezeptoren. Es bindet an die in der Extrazellulärdomäne gelegene hochaffine Benzodiazepin-Bindungsstelle dieses Ionenkanals. An ternären Rezeptoren bindet es an der Schnittstelle α1+γ2− und dabei selektiv an der alpha1-Untereinheit. Zolpidem hat eine sedierende, muskelrelaxierende und antikonvulsive Wirkung. Es erleichtert das Einschlafen, die Dauer des Schlafes wird verlängert. Die Schlafarchitektur scheint durch Zolpidem bei niedriger Dosierung nicht nennenswert beeinflusst zu werden. Bei höheren Dosen treten Schlafveränderungen vergleichbar den durch Benzodiazepine hervorgerufenen auf.
23 klinische Berichte und sechs Studien aus 15 Jahren belegen die Genesungseffekte von subsedativ-dosiertem Zolpidem bei Hirnschädigungen durch Schlaganfall, Trauma und Hypoxie, wie etwa unerwartetes Aufwachen aus dem Wachkoma und Besserung der Schlaganfallssymptome. Wachkomapatienten waren nach der Einnahme des Mittels zeitweilig ansprechbar und reagierten auf ihre Umwelt. Zolpidem wirkt, anders als bisher bekannte GABAergika, an der Schnittstelle α1+α1− von binären GABAA-Rezeptoren.

## Anwendung
Zolpidem ist in Deutschland zugelassen zur Kurzzeitbehandlung von Schlafstörungen und wird als weinsaures Salz (Zolpidemtartrat) in Form von Filmtabletten zu 5 mg oder 10 mg angewendet.
Aufgrund der notwendigen hohen Dosierungen für eine antikonvulsive und muskelrelaxierende Wirkung und der damit einhergehenden Nebenwirkungen wird Zolpidem für diese Indikationen nicht verwendet.

## Gegenanzeigen
Zolpidem darf nicht angewendet werden bei krankhafter Muskelschwäche (Myasthenia gravis), bei schwerer Beeinträchtigung der Atmung, bei wiederholtem Aussetzen der Atmung während des Schlafes (Schlafapnoe-Syndrom), bei schweren Leberschäden sowie auch nicht bei Kindern und Jugendlichen unter 18 Jahren.

## Nebenwirkungen und Anwendungsbeschränkungen
Das Spektrum der Nebenwirkungen ähnelt dem der Benzodiazepine. Wie bei diesen kann es neben Müdigkeit, Dämpfung, Kopfschmerzen und Sehstörungen auch zu zeitlich begrenzten Gedächtnislücken (anterograde Amnesien), zu „paradoxen Reaktionen“ (Unruhe, Reizbarkeit, Aggressivität) als auch zu anderen Verhaltensstörungen sowie Sinnestäuschungen und Wahnvorstellungen kommen; das Risiko des Auftretens letzterer ist insbesondere bei höheren Dosen und bei älteren Patienten erhöht.
Wie durch die Verwandtschaft mit der Benzodiazepin-Gruppe zu erwarten, sind trotz der geringen Plasmahalbwertszeit Rebound-Phänomene, Toleranzentwicklung, physische und psychische Abhängigkeiten sowie Entzugssymptome bei Therapiebeendigung möglich. Aus diesem Grund sollte es nicht länger als wenige Tage verordnet werden. Das Risiko einer Abhängigkeit ist bei Patienten mit vorbestehender Abhängigkeitserkrankung erhöht. In Kombination mit Alkohol oder anderen sedierend wirkenden Substanzen (insbesondere Benzodiazepinen) ist mit einer Verstärkung der Wirkung zu rechnen, weswegen die Tageshöchstdosis von 10 mg (Erwachsene) und 5 mg (ältere und geschwächte Patienten) nicht überschritten werden soll. Insbesondere Frauen sind aufgrund geschlechtsspezifischer Unterschiede beim Abbau von Zolpidem über das Cytochrom-P450-System der Leber betroffen, da noch relevante Blutspiegel am Morgen nach der Einnahme bestehen können. Die amerikanische Zulassungsbehörde (FDA) empfiehlt, wegen des Risikos einer verzögerten Reaktionsfähigkeit am Morgen nach der Einnahme von Zolpidem auch in niedriger Dosierung (6,25 mg) kein Fahrzeug zu führen oder andere Tätigkeiten auszuüben, die ebenfalls volle geistige Wachheit erfordern. Diese Empfehlungen wurden 2014 von der MHRA bestätigt.

## Rechtsstatus
Zolpidem ist in Deutschland gemäß Anlage III zum Betäubungsmittelgesetz (BtMG) ein verschreibungsfähiges Betäubungsmittel. Ausgenommen sind Zubereitungen zur oralen Anwendung, die ohne einen weiteren Stoff der Anlage I bis III BtMG je abgeteilte Form nur bis zu 8,5 mg Zolpidem (berechnet als Base) enthalten und somit auf einem nichtamtlichen Rezeptformular verordnet werden dürfen.
In Österreich und in der Schweiz ist Zolpidem rezeptpflichtig.

## Handelsnamen
Monopräparate: Ambien (USA), Bikalm (D), Ivadal (A), Mondeal (A), Stilnox (D, CH, I, F, E, GB, CZ), Zoldem (D, A), Zoldorm (CH), zahlreiche Generika (D, A, CH)